# Ansty (Warwickshire)
Ansty – wieś w Anglii, w hrabstwie Warwickshire, w dystrykcie Rugby. Leży 22 km na północny wschód od miasta Warwick i 137 km na północny zachód od Londynu. W 2001 miejscowość liczyła 318 mieszkańców.